# Гурьев, Тарас Анатольевич
Тарас Анатольевич Гурьев (укр. Тарас Анатолійович Гур'єв; 9 апреля 1990, Харьков — 9 апреля 2023, Хромово) — украинский военнослужащий, младший сержант, участник российско-украинской войны. Герой Украины (2023, посмертно).

## Биография
С начала полномасштабной войны в 2022 году вступил в ряды Вооружённых сил Украины. Служил в подразделении охраны 783-й бригады ГССТ. Проявил инициативу и лидерские качества в условиях боевых действий, особенно на Бахмутском направлении, где его подразделение выполняло задачи в зоне активных столкновений.
Во время выполнения боевых заданий неоднократно получал ранения, однако отказывался от эвакуации и продолжал руководство личным составом. Погиб при выполнении боевой задачи 9 апреля 2023 года в районе населённого пункта Хромово Донецкой области.

## Награды
- Звание «Герой Украины» с удостоением ордена «Золотая Звезда» (29 сентября 2023, посмертно) — за личное мужество и героизм, проявленные в защите государственного суверенитета и территориальной целостности Украины, верность военной присяге[1].